# 金子勝 (法学者)
金子 勝（かねこ まさる、1944年1月16日- ）は、日本の法学者。立正大学法学部名誉教授。専門は憲法学、政治学、社会科学論。

## 来歴
愛知県出身。1966年、愛知大学法経学部法学科卒業。1968年、同大学院法学研究科公法学専攻修士課程修了。1971年、立正大学教養部講師、1976年助教授、1986年教授、1995年法学部法学科教授、2014年、定年退職、名誉教授。
国民の｢幸福」のために、世界と日本の憲法問題を科学的に解明するには、憲法学と政治学と社会科学が必要であるとの考えから憲法学、政治学、社会科学論を専攻し研究している。学部講義では法律学概説、現代時事問題を担当した。

## 人物
- 大学時代に日本国憲法の礎である[要出典]「憲法草案要綱」を作成した鈴木安蔵に師事。鈴木の遺志を継いで「憲法九条」を守る護憲平和運動を展開している。
- 趣味は漫画と落語。漫画は一つの文化、落語も日本の民衆の心の一表現であり、国民を知る上でも有意義であり、さらにその話術は講義に通じるものがあると語っている。
- 「九条の会」傘下の「九条科学者の会」呼びかけ人[2]、「世田谷・九条の会」呼びかけ人を務めている[3]。

## 著書

### 単著
- 『政治学の方法を考える』芦書房 1981
- 『社会科学の構造』勁草書房 1986
- 『日本国憲法の原理と『国家改造構想』』剄草書房 1994
- 『社会科学の世界』剄草書房 1999
- 『憲法の論理と安保の論理』勁草書房 2013

### 共著
- 『やさしい憲法をお母さんへ』木村康子対話 自治体研究社 1988
- 『おかあさんと語る教育基本法 子どもたちのすこやかな成長のために』木村康子対話 本の泉社 2003
- 『憲法？』 木村康子共著 本の泉社 2006